# Strach (30 případů majora Zemana)
Strach je název 8. epizody československého propagandistického televizního seriálu 30 případů majora Zemana. Inspirací pro tvůrce seriálu se stali bratři Mašínové.

## Obsazení
| Vladimír Brabec   | Jan Zeman      |
| Renáta Doleželová | Lída           |
| Pavla Maršálková  | Zemanova matka |
| Josef Vinklář     | Jula           |
| Jan Tříska        | Eda            |
| Vladimír Ráž      | dr. Veselý     |

## Děj
Děj se odehrává v roce 1951. U Zemanů jsou v očekávání narození dítěte. Lída už má porodní bolesti a Honza to pochopitelně všechno dramaticky prožívá, kdežto jeho matka už má připraveny věci pro Lídu s sebou do porodnice. Volají sanitku a ta Lídu odváží do porodnice. Zeman je ze všeho hrozně nervózní a saniťák mu pro uklidnění dává malou hračku, oboustranný malý kulatý fotbálek s míčkem. Po návratu na základnu je sanitka vyslána do Hloubětína k fraktuře nohy. Na místě nehody už je mladík jménem Ríša, sděluje, že kamaráda porazilo auto. Druhý mladík, Eda, je však v pořádku, zranění pouze předstírá a míří na ně pistolí. Třetí se objeví šéf skupiny Jula. S autem a dvěma saniťáky ujíždějí na místo, kde je přivazují ke stromu. Sami pak v bílých pláštích a sanitce odjíždějí pryč, předtím však ještě jednoho z nich Jula omámí chloroformem, a když se druhý slovně brání, Jula ho umlátí samopalem; jedná velmi energicky a rozhodně, oba dva mladíci se ho začínají bát. Jejich další akcí je – opět falešné – oznámení o havárii na stanici VB, které zde podává opět Ríša. Příslušník si vše zapisuje a vyjíždí na místo motocyklem, kde ho pak přepadávají Eda s Julou, a vracejí se s ním na stanici VB. Tam si nabírají zásoby zbraní a střeliva a Jula opět předvádí svůj energický výstup a svázaného esenbáka chce také omámit. Ten se však brání, a tak Jula vytahuje z kapsy nůž a smrtícími údery jej chladnokrevně zavraždí. Mezitím doma čeká Jan Zeman na volání z porodnice, telefon skutečně zvoní, ale ohlašuje mu události, ke kterým došlo. Na stanici VB už je Zeman i s Pavláskem a ohledávají místo činu. Pod postelí nachází Zeman láhev od chloroformu, jež putuje do laborky. Stejskal zatím přichází s tím, že hlídka objevila dva saniťáky přivázané ke stromu. Na místě dr. Veselý zjišťuje, že jeden z nich je mrtvý a druhý těžce omámený.
Zeman si uvědomuje, že to jsou ti dva, kteří ho vezli do porodnice. Druhý den je nalezena i sanitka, která je prázdná, je v ní pouze provaz, kterým byli ti saniťáci přivázáni ke stromu. Celou situaci pozoruje z mostu Jula, který obývá na řece hausbót. V něm se všichni tři kumpáni sejdou a Ríša s Edou dostávají strach a vyčítají Julovi, že zabil dva lidi. Ten si však svou autoritou sjednává pořádek a říká jim, že všichni tři co nejdříve zmizí z republiky. Kriminálka chce vyslechnout jednoho z přeživších saniťáků, ale ten kvůli strachu mlčí. Zeman doma o divné době rozmlouvá s matkou a uklidňuje se hrou s malou hračkou od zavražděného řidiče sanitky. Z expertizy láhve od chloroformu vyplyne, že pochází ze střediska, kde pracuje laborantka Jiřina, která je přítelkyní Edy, to ale zatím Zeman neví. Jiřina popírá znalost lahvičky a jde varovat Edu na hausbót. Stejskal ji ale sleduje a zatýká ji. Eda navštěvuje Ríšu doma a sděluje mu, že Jiřina musí k výslechu, Ríša opět předvádí hysterický záchvat strachu. Eda je ale ráznější a navrhuje Ríšovi svůj plán. Vypravují se na hausbót za Julou, jsou rozhodnuti se ho zbavit a uloupit mu zbraně a sami pak opustit republiku. Dochází k rvačce a přestřelce, ve které je Jula zastřelen. Do hausbótu už také vniká Zeman s celou skupinou a oba mladíky zatýká. Jan Zeman pak navštěvuje Lídu v porodnici a společně se radují z narození dcery.